# Rathlin
Rathlin (ang. Rathlin Island) – wyspa na Kanale Północnym, największa a zarazem jedyna zamieszkana wyspa Irlandii Północnej, położona u północnego wybrzeża Irlandii, administracyjnie część hrabstwa Antrim.
Wyspa ma powierzchnię 14,38 km². W 2013 roku liczyła nieco ponad 100 mieszkańców. Tradycyjne zajęcia ludności to rybołówstwo, rolnictwo i szkutnictwo. Współcześnie istotną rolę w lokalnej gospodarce odgrywa turystyka.
W 795 roku znajdujący się na wyspie klasztor stał się celem pierwszego w historii najazdu wikińskiego na ziemie irlandzkie. W 1306 roku, po porażce z Anglikami, na wyspie schronienia szukał król Szkocji Robert I Bruce.
Wyspa posiada połączenie promowe z położonym na stałym lądzie miastem Ballycastle.